# Francisco Javier González
Francisco Javier González (Ribeira, 1969. július 14. –) spanyol válogatott labdarúgó. Egész pályafutását a Deportivo La Coruña csapatában töltötte.
A spanyol válogatott tagjaként részt vett a 2000-es Európa-bajnokságon.

## Sikerei, díjai
Deportivo La Coruña
- Spanyol bajnok (1): 1999–00
- Spanyol kupa (2): 1994–95, 2001–02
- Spanyol szuperkupa (3): 1995, 2000, 2002